# Johannes Frosch
Johannes Frosch, auch Rana (* um 1485 in Bamberg; † um 1533 in Nürnberg) war ein deutscher lutherischer Theologe und Reformator.

## Leben
Herkunft und Jugend sind nicht bekannt. Um 1504 kam Frosch nach Erfurt zum Studium. In Toulouse tritt er in den Karmeliterorden ein. Im April 1514 kam er nach Wittenberg. Da er bereits früher studiert hatte, wurde er am 29. Januar 1516 zur Promotion des Lizentiaten zugelassen. Im folgenden Jahr finden wir ihn als Prior im Karmeliterkloster St. Anna in Augsburg. Als Martin Luther zum Verhör vor Kardinal Thomas Cajetan am 7. Oktober 1518 nach Augsburg kam, stieg er zuerst bei den Augustinern ab, ging aber dann zu seinem Freunde Frosch, der ihn köstlich bewirtete. Frosch begleitete Luther zum Verhör.
Nach Luthers Abreise folgte er ihm nach Wittenberg, wo er am 21. November 1518 zum Doktor promoviert wurde. Der Stadtrat von Augsburg berief ihn 1522 zurück, um mit Urbanus Rhegius und Stephan Agricola für die Reformation tätig zu sein. Weihnachten 1524 teilte er mit Rhegius das Abendmahl unter beiderlei Gestalt erstmals aus und heiratete am 25. März 1525. Er disputierte 1527 mit den Täufern und wendete sich gegen die Ideen der Zwinglianer. Da der Rat zunehmend aus denselben bestand, kam es zu stärker werdenden Auseinandersetzungen.
Auf kaiserlichen Druck wurde Frosch während des Reichstages zu Augsburg 1530 entlassen. Da er aber von Luther unterstützt wurde, konnte er 1531 seine Arbeit in Augsburg wieder aufnehmen. Im Zuge der Neubesetzung der Predigerstellen mit Straßburger Theologen, die in der Abendmahlsfrage Bucers Position vertraten, verschärften sich die Schwierigkeiten mit dem Rat. Als dieser Frosch untersagte, über strittige abendmahlstheologische Themen zu predigen, reichte dieser seine Entlassung ein und ging nach Nürnberg. Von Frosch sind auch deutsche Psalmlieder bekannt.